# Ben nét tim
Ben nét tim (danh pháp khoa học: Bennettiodendron cordatum) là một loài thực vật thuộc họ Liễu. Đây là loài đặc hữu của Việt Nam.